# Adam und Eva (Saint-Sauveur)

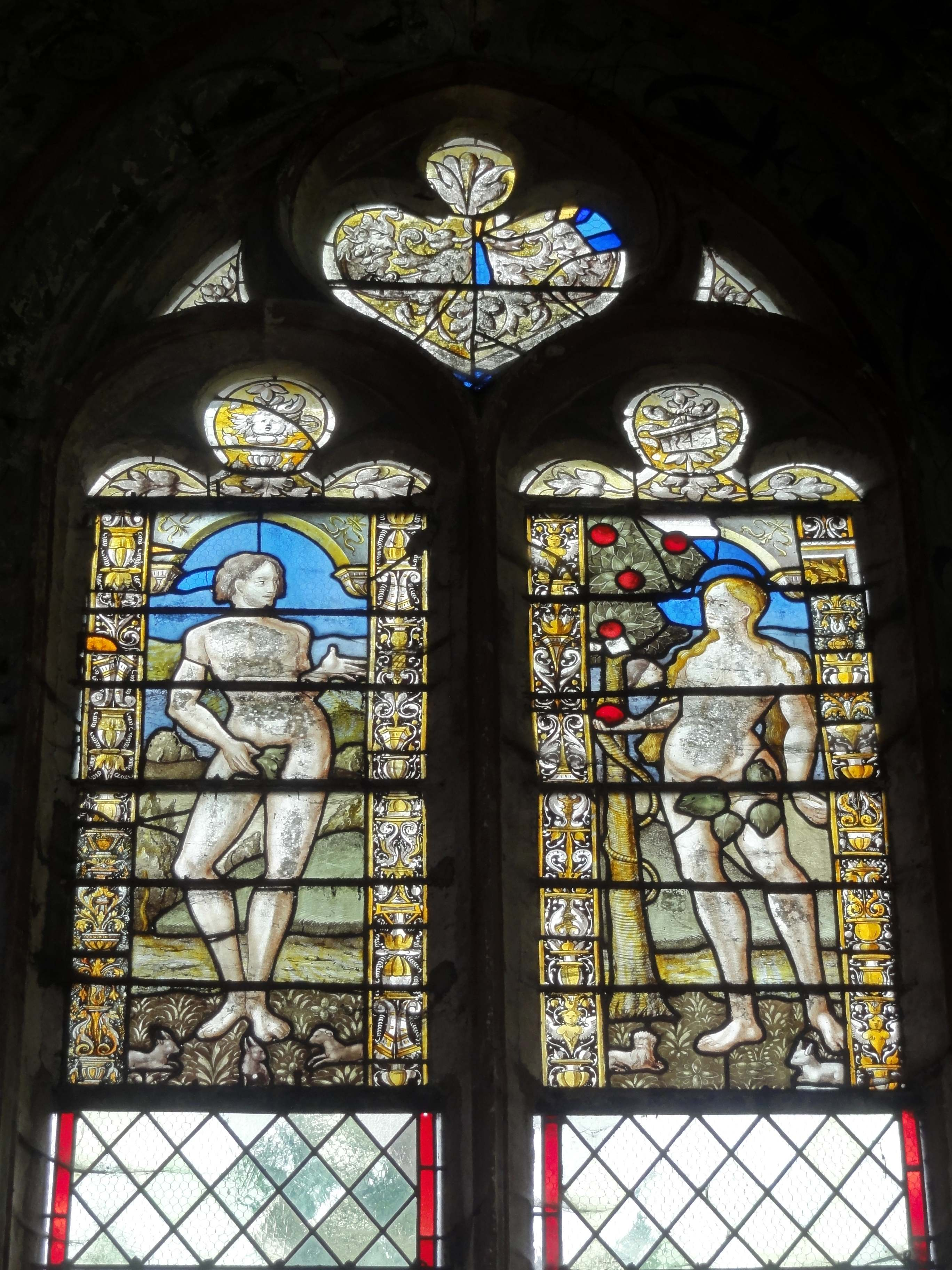
Fenster Adam und Eva in Saint-Sauveur

Das Fenster Adam und Eva in der katholischen Pfarrkirche Sainte-Trinité in Saint-Sauveur, einer französischen Gemeinde im Département Oise in der Region Hauts-de-France, wurde in der ersten Hälfte des 16. Jahrhunderts geschaffen. Im Jahr 1906 wurde das Bleiglasfenster als Monument historique in die Liste der geschützten Objekte (Base Palissy) in Frankreich aufgenommen.
Das Fenster Nr. 5 im Chor mit zwei Lanzetten ist 1,80 Meter hoch und 1,40 Meter breit. Es stammt von einer unbekannten Werkstatt. Das Fenster zeigt links Adam und rechts Eva in einem Garten mit einer Landschaft im Hintergrund, beide sind nackt dargestellt. Eva bietet Adam einen Apfel an und dadurch begehen beide durch das Essen des Apfels den Sündenfall. 
Die Szene wird von einer ornamentlichen Bordüre aus Grisaille und Silberlot (goldgelb) im Stil der Renaissance gerahmt. Der Kopf an der Seite Evas wurde zur Ausfüllung einer Leerstelle bei der Restaurierung im 19. Jahrhundert hinzugefügt.